# Rhinoptilus cinctus
Rhinoptilus cinctus là một loài chim trong họ Glareolidae.